# Regina Silvia a Suediei
Regina Silvia a Suediei (n. Silvia Renate Sommerlath, 23 decembrie 1943, Heidelberg, Germania) este soția regelui Carl al XVI-lea Gustaf al Suediei. Are titlul Majestatea Sa Regina și este mama moștenitoarei coroanei Suediei, Victoria, prințesă a Suediei.

## Biografie
Regina Silvia s-a născut la Heidelberg, Germania, la 23 decembrie 1943. A fost fiica lui Walther Sommerlath și a soțiile lui braziliene, Alice Toledo. Bunicul matern a fost Artur Floriano de Toledo (1873–1935), un descendent al regelui Alfonso al III-lea al Portugaliei și a metresei sale,  Maria Peres de Enxara.
Familia Sommerlath a trăit la São Paulo, Brazilia, între 1947 și 1957, unde regina a urmat școala tradițională germană "Colégio Visconde de Porto Seguro" iar Walther Sommerlath a deținut diferite poziții, inclusiv cea de președinte al filialei braziliene a companiei suedeze Uddeholm. Familia s-a întors în Germania de Vest în 1957.
Silvia Sommerlath l-a întâlnit pe Carl Gustaf, prințul moștenitor, la Jocurile Olimpice din 1972 de la München. În 1976 cei doi s-au casatorit.
Regina are doi frați mai mari: Ralf și Walther Sommerlath. Ei și familiile lor au fost oaspeți în 2010 la nunta Victoriei, Prințesă Moștenitoare a Suediei cu Daniel Westling. Al treilea frate, Jörg Sommerlath, a murit în 2006.
În 2023 ea a fost numită cetățean de onoare al orașului Heidelberg.

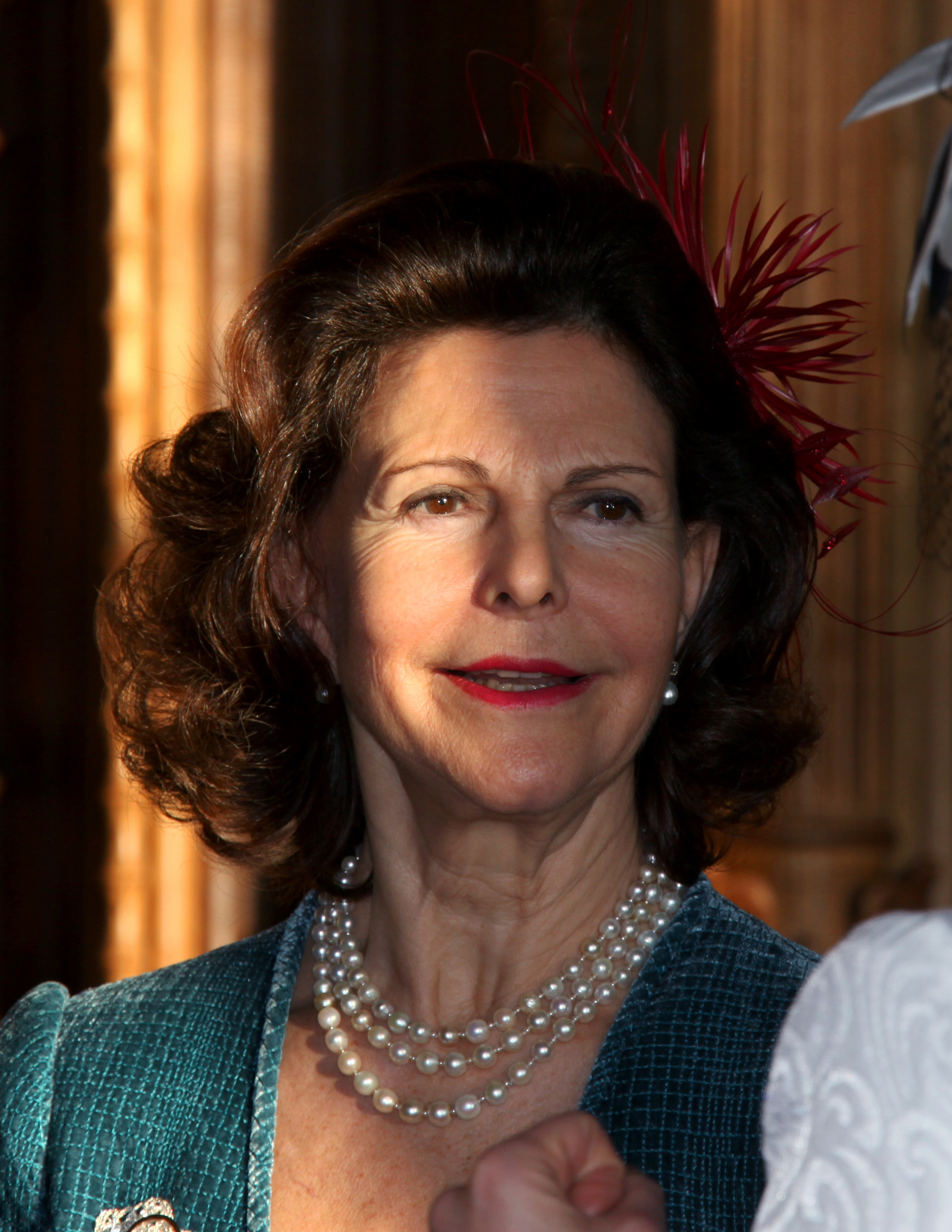
Regina Silvia în ianuarie 2011

## Legături externe
Materiale media legate de Silvia Sommerlath la Wikimedia Commons
| Regina Silvia a Suediei Naștere: 23 decembrie    |                               |             |
| Regalitatea suedeză                              |                               |             |
| VacantUltimul titlu deținut deLouise Mountbatten | Regină a Suediei 1976–prezent | Succesor: — |